# Psidium kennedyanum
Psidium kennedyanum là một loài thực vật có hoa trong Họ Đào kim nương. Loài này được Morong miêu tả khoa học đầu tiên năm 1892.